# دارين نيومان
دارين نيومان (بالإنجليزية: Darren Newman)‏ هو لاعب كرة قدم بريطاني في مركز الدفاع، ولد في 14 أغسطس 1968 في برايتون في المملكة المتحدة. لعب مع برايتون أند هوف ألبيون.